# Instituto Antártico Uruguayo
Instituto Antártico Uruguayo är ett uruguayanskt institut med uppgift att organisera, leda och främja forskning i Antarktis. Institutet grundades 1968, och lyder sedan 1975 under försvarsdepartementet. 
Forskningsstationen Artigas på King George Island drivs av Instituto Antártico Uruguayo. 